# آورو ۷۳۰
آورو ۷۳۰ (به انگلیسی: Avro 730) یک هواپیمای ساختِ کارخانهٔ آورو در کشور بریتانیا است.